# Захарченко, Григорий Никифорович
Григорий Никифорович Захарченко (1922 — 13 апреля 1944) — Герой Советского Союза, сапёр, гвардии рядовой.

## Биография

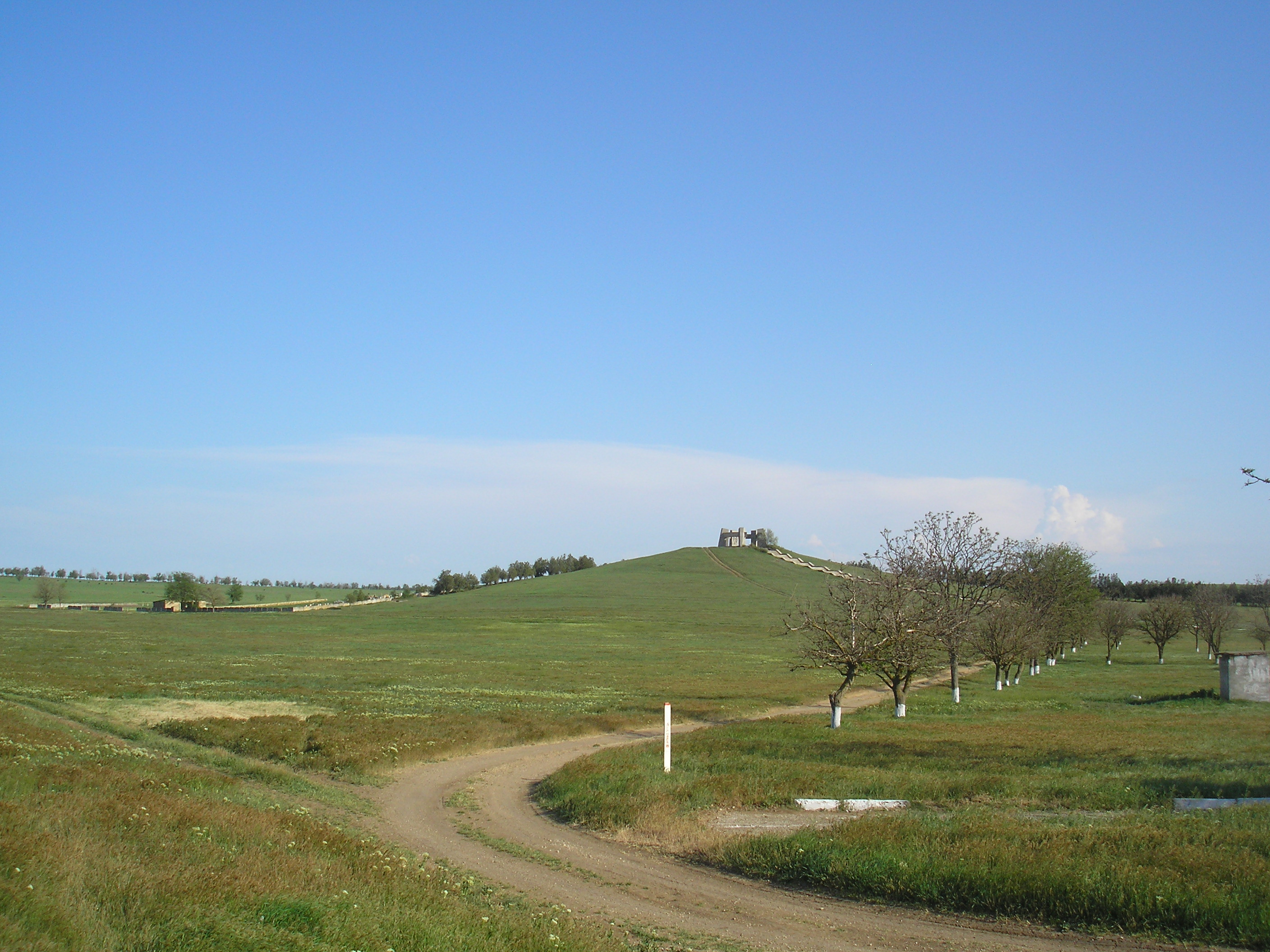
Братская могила восьми Героев Советского Союза. скульпторы В.В.Петренко, Н.И.Петренко, архитектор А.М.Крамаренко, Геройское

Родился в 1922 году в селе Масловка ныне Мироновского района Киевской области в крестьянской семье. Украинец. Окончил семь классов неполной средней школы. Работал в колхозе.
В 1941 году был призван в Красную Армию. На фронтах Великой Отечественной войны с 1941 года.
12 апреля 1944 года в ходе наступления Красной Армии в Крыму, разведывательная группа из разведчиков 3-го гвардейского отдельного мотоинженерного батальона и 91-го отдельного мотоциклетного батальона под командованием сержанта Николая Поддубного на танке проводила разведку расположения войск противника. Возле села Ашага-Джамин группа попала под артиллерийский обстрел, танк был повреждён, и подразделение заняло оборону вокруг танка. В течение двух часов разведчики вели бой против батальона противника. Когда уже кончились боеприпасы, разведчики бросились врукопашную и штыками и сапёрными лопатками уничтожили ещё 13 солдат противника. Силы были неравными, и все они были схвачены. Разведчиков доставили в село и подвергли жесточайшим пыткам. На рассвете всех разведчиков отволокли к оврагу, согнали местное население. Несмотря на тяжелые раны, разведчики смогли встать на ноги и принять смерть как герои. Из девяти разведчиков в живых остался только один — В.А. Ершов.
Указом Президиума Верховного Совета СССР от 16 мая 1944 года Григорию Захарченко и всем разведчикам было присвоено звание Героев Советского Союза.

## Награды
- Медаль «Золотая Звезда»;
- орден Ленина.

## Память
- В ознаменование подвига Героев-разведчиков село Ашага-Джамин переименовано в Геройское.
- В ознаменование подвига на братской могиле героев воздвигнут гранитный обелиск с надписью: «Вечная слава Героям Советского Союза». Ниже высечены имена: «Гвардии сержанты Н. И. Поддубный, М. М. Абдулманапов; гвардии рядовые: П. В. Велигин, И. Т. Тимошенко, М. А. Задорожный, Г. Н. Захарченко, П. А. Иванов, А. Ф. Симоненко».
- В городе Саки в честь подвига названа улица Восьми Героев.
- В ознаменование подвига в Симферополе воздвигнут памятник.
- В Коростене есть улица Захарченко.
- На родине Героя установлен его бюст.